# Кастелпођо (Маса-Карара)
Кастелпођо је насеље у Италији у округу Маса-Карара, региону Тоскана.
Према процени из 2011. у насељу је живело 357 становника. Насеље се налази на надморској висини од 536 м.